# 어업권
어업권(漁業權)은 어업을 하고자 하는 자가 시·도지사의 면허를 받아 어업권원부에 등록을 함으로써 취득하게 되는 권리이다.
어업권은 어업법(漁業法)에 기하여 공유수면 중 일정한 구역에 있어서 특정의 어업을 독점적으로 영위할 수 있는 권리로서 어업권의 유효기간은 10년이다. 한편, 입어권(入漁權)은 어업권과는 별도의 권리이나 회계학상 어업권은 유상취득 또는 유상창설의 경우에만 자산으로서 인식되며 입어권을 포함하여 재무상태표상에 무형자산으로서 표시된다. 또한 세법상 어업권은 무형자산으로서 상각대상자산이고 정액법에 의해 잔존가액 0으로 하여 상각하되 상각내용연수는 10년이다. 

## 어업권의 구분
수산업법에 의하면 어업권은 양식어업·정치어업·제1종 공동어업·제2종 공동어업·제3종 공동어업의 5가지로 구분되며 도지사의 면허에 의해 취득되는데 그 면허의 우선순위는 ① 신청한 어업과 동종어업에 경험이 있는 자, ② 연안어업으로서 그 밖의 어업에 경험이 있는자, ③ 기타의 자이며 동순위자의 경우 ① 신청당시 당해어업의 어장에서 어업권의 유효기간이 만료되는 자, ② 신청한 어업의 장소에서 경험이 있는 자, ③ 그 밖의 자의 순위로 발급된다. 이 순위에서 다시 동순위자로 있는 경우에는 노동조건, 지역주민의 참가정도(고용·소득효과), 자본, 기타 경영능력을 기초로 결정된다. 